# Gravitomagnetismo
Il gravitomagnetismo (talvolta definito gravitoelettromagnetismo, abbreviato GEM) è un insieme di analogie formali tra le equazioni di campo di Maxwell e un'approssimazione, valida sotto certe condizioni, delle equazioni di campo di Einstein per la relatività generale. La versione più comune del GEM è valida solo lontano da sorgenti isolate e per particelle test che si muovono lentamente.
Le equazioni vennero pubblicate per la prima volta nel 1893, cioè prima della relatività generale, da Oliver Heaviside come una teoria separata che espandeva la legge di Newton.

## Background
Questa riformulazione approssimata della gravitazione descritta dalla relatività generale introduce una "forza apparente" in un sistema di riferimento diverso da quello di un corpo gravitante che si muove. Per analogia con l'elettromagnetismo, questa forza apparente è chiamata forza gravitomagnetica, dal momento che si origina nello stesso modo in cui una carica elettrica in movimento crea un campo magnetico e quindi una "forza apparente", come nella relatività speciale. La principale conseguenza della forza gravitomagnetica, o accelerazione gravitomagnetica, è che un oggetto in caduta libera vicino a un oggetto massivo rotante ruoterà esso stesso. Questa previsione, spesso citata impropriamente come effetto gravitomagnetico, è tra le ultime previsioni basilari della relatività generale ancora non direttamente verificate.
Convalide indirette degli effetti gravitomagnetici sono state ricavate dalle analisi dei getti relativistici. Roger Penrose ha proposto un meccanismo (noto come processo Penrose) collegato all'effetto di trascinamento per estrarre energia e momento angolare dai buchi neri rotanti. Reva Kay Williams, dell'Università della Florida, ha sviluppato una rigorosa dimostrazione che convalida il meccanismo di Penrose. Il suo modello mostrava come l'effetto Lense-Thirring avrebbe potuto fornire la spiegazione delle alte energie e luminosità osservate nei quasar e nei nuclei galattici attivi, i getti collimati vicini al loro asse polare e i getti asimmetrici (relativi al piano orbitale). Tutte queste proprietà osservate potrebbero essere spiegate in termini di effetti gravitomagnetici. L'interpretazione del meccanismo di Penrose proposto dalla Williams può essere applicata ai buchi neri di ogni dimensione. I getti relativistici possono rappresentare la più estesa e brillante forma di convalida per il gravitomagnetismo.
Un gruppo di ricercatori della Stanford University sta attualmente analizzando i dati del primo test diretto del GEM, l'esperimento con il satellite Gravity Probe B, per vedere se essi sono compatibili con il gravitomagnetismo. Anche l'APOLLO (Apache Point Observatory Lunar Laser-ranging Operation, acronimo da non confondere con il Programma Apollo) ha in programma l'osservazione degli effetti gravitomagnetici.

## Equazioni
Secondo la relatività generale, il campo gravitazionale prodotto da un oggetto rotante (o qualsiasi massa-energia in rotazione) può, in un caso limite particolare, essere descritto da equazioni che hanno la stessa forma del campo magnetico nell'elettromagnetismo classico. Iniziando dall'equazione di base della relatività generale di Einstein e ipotizzando un campo gravitazionale debole o uno spaziotempo ragionevolmente piatto, possono essere derivate le equazioni gravitazionali per l'elettromagnetismo, chiamate "equazioni GEM", analoghe alle equazioni di Maxwell. Le equazioni GEM corrispondenti a quelle di Maxwell nel SI sono:
| Equazioni GEM | Equazioni di Maxwell |
| --- | --- |
| {\displaystyle \nabla \cdot \mathbf {E} _{\text{g}}=-4\pi G\rho \ }                                                                                                 | {\displaystyle \nabla \cdot \mathbf {E} ={\frac {\rho _{\text{em}}}{\epsilon _{0}}}\ }                                                                           |
| {\displaystyle \nabla \cdot \mathbf {B} _{\text{g}}=0\ } | {\displaystyle \nabla \cdot \mathbf {B} =0\ } |
| {\displaystyle \nabla \times \mathbf {E} _{\text{g}}=-{\frac {\partial \mathbf {B} _{\text{g}}}{\partial t}}\ }                                                     | {\displaystyle \nabla \times \mathbf {E} =-{\frac {\partial \mathbf {B} }{\partial t}}\ }                                                                        |
| {\displaystyle \nabla \times \mathbf {B} _{\text{g}}=-{\frac {4\pi G}{c^{2}}}\mathbf {J} +{\frac {1}{c^{2}}}{\frac {\partial \mathbf {E} _{\text{g}}}{\partial t}}} | {\displaystyle \nabla \times \mathbf {B} ={\frac {1}{\epsilon _{0}c^{2}}}\mathbf {J} _{\text{em}}+{\frac {1}{c^{2}}}{\frac {\partial \mathbf {E} }{\partial t}}} |

dove:
- Eg è il campo gravitazionale statico (gravità convenzionale, anche detta gravitoelettrica per analogia);
- E è il campo elettrico;
- Bg è il campo gravitomagnetico;
- B è il campo magnetico;
- ρ è densità di massa;
- ρem è la densità di carica:
- J è la densità di corrente della massa (J = ρ vρ, dove vρ è la velocità del flusso di massa che genera il campo gravitomagnetico);
- Jem è la densità di corrente elettrica;
- G è la costante gravitazionale;
- ε0 è la permittività del vuoto;
- c è la velocità di propagazione della gravità (uguale alla velocità della luce nella relatività generale).

### Forza di Lorentz
Per una particella test la cui massa m è "piccola", in un sistema stazionario, la forza risultante (di Lorentz) che agisce su di essa dovuta al campo GEM è definita dalla seguente equazione, che è l'analogo GEM della forza di Lorentz:
{\displaystyle \mathbf {F} _{\text{m}}=m\left(\mathbf {E} _{\text{g}}+\mathbf {v} \times 2\mathbf {B} _{\text{g}}\right)}.
dove:
- m è la massa della particella test;
- v è la velocità istantanea della particella test.

L'accelerazione di ogni particella test è semplicemente:
{\displaystyle \mathbf {a} =\mathbf {E} _{\text{g}}+\mathbf {v} \times 2\mathbf {B} _{\text{g}}}.
In qualcuno dei lavori pubblicati, Bg nelle equazioni GEM è sempre moltiplicato per 1/2, un fattore assente nelle equazioni di Maxwell. Questo fattore si annulla se Bg nella versione GEM dell'equazione della forza di Lorentz è moltiplicato per 2, come mostrato sopra. I fattori 2 e 1/2 derivano dal fatto che il campo gravitazionale è provocato dal tensore energia impulso che è un tensore di secondo rango, a differenza del campo elettromagnetico che è causato da una quadri-corrente che è un tensore di primo rango. Questa differenza diventa intuitivamente chiara quando la non-invarianza della massa relativistica viene confrontata con l'invarianza della carica elettrica. Si usa riferirsi a questo dicendo che la gravità è un campo di spin 2 mentre l'elettromagnetismo è un campo di spin 1.

### In unità di Planck
Dal confronto delle equazioni GEM con quelle di Maxwell è ovvio che −1/(4πG) è l'analogo gravitazionale della permittività del vuoto ε0. Adottando le unità di Planck si normalizzano G, c e 1/(4πε0) a 1, eliminando perciò queste costanti da entrambi gli insiemi di equazioni, che diventano identiche tranne per il segno meno che precede 4π nelle equazioni GEM. Questi segni meno derivano da una differenza essenziale tra gravità ed elettromagnetismo: le cariche elettrostatiche di segno uguale si respingono, mentre le masse si attraggono. Perciò le equazioni GEM sono semplicemente equazioni di Maxwell con la sostituzione della massa (o densità di massa) per la carica (o densità di carica), e −G con la costante della forza di Coulomb 1/(4πε0).
La seguente tabella riassume i risultati fin qui ottenuti:
| Struttura comune delle equazioni di Maxwell e GEM date in unità di planck. |
| {\displaystyle \nabla \cdot \mathbf {E} =\iota 4\pi \rho } {\displaystyle \nabla \cdot \mathbf {B} =0} {\displaystyle \nabla \times \mathbf {E} =-\partial \mathbf {B} /\partial t} {\displaystyle \nabla \times \mathbf {B} =\iota 4\pi \mathbf {J} +\partial \mathbf {E} /\partial t} ι = +1 (Maxwell) o −1 (GEM). |

4π appare sia nelle equazioni GEM che di Maxwell, dato che le unità di Planck normalizzano G e 1/(4πε0) a 1, e non 4πG e ε0.

## Effetti di ordine superiore
Alcuni effetti gravitomagnetici di ordine superiore possono riprodurre effetti che ricordano le più convenzionali interazioni tra cariche polarizzate. Per esempio, se due ruote sono fatte girare su un comune asse, l'attrazione gravitazionale reciproca è maggiore se esse girano in direzioni opposte invece che nella stessa direzione. Questa può essere espressa come una componente gravitomagnetica attrattiva o repulsiva.
Considerazioni gravitomagnetiche prevedono anche che una massa toroidale fluida o flessibile sottoposta a una rotazione (rotazione ad "anello di fumo") dell'asse minore tenderà a estrarre la materia preferenzialmente attraverso la gola (un caso di effetto di trascinamento rotazionale, che agisce attraverso la gola). In teoria, questa configurazione potrebbe essere usata per accelerare gli oggetti (attraverso la gola), senza che questi subiscano alcuna forza g.
Si consideri una massa toroidale con due gradi di rotazione (sia l'asse maggiore che l'asse minore ruotano, portando entrambi la parte interna verso l'esterno e ruotandola). Questo rappresenta un "caso speciale" in cui gli effetti gravitomagnetici generano un campo gravitazionale chirale di tipo a spirale intorno all'oggetto. Ci si aspetterebbe normalmente che le forze di reazione al trascinamento agli equatori interni ed esterni siano di uguale in grandezza e direzione contraria, nel caso più semplice che coinvolga soltanto la rotazione dell'asse minore. Quando entrambe le rotazioni vengono applicate simultaneamente, si può dire che questi due insiemi di forze di reazione agiscano a profondità diverse di un campo di Coriolis radiale che si estende attraverso il toro rotante, rendendo più difficile stabilire se la cancellazione sia stata completa.
La modellazione di questo comportamento complesso come problema di uno spazio-tempo curvo è ancora da realizzare e la si ritiene molto difficile.

## Campo gravitomagnetico della Terra
La formula per il campo gravitomagnetico Bg vicino a un corpo rotante può essere derivata dalle equazioni GEM ed è:
{\displaystyle \mathbf {B} _{\text{g}}={\frac {G}{2c^{2}}}{\frac {\mathbf {L} -3(\mathbf {L} \cdot \mathbf {r} /r)\mathbf {r} /r}{r^{3}}},}
dove L è il momento angolare del corpo. Nel piano equatoriale, r e L sono perpendicolari, cosicché il loro prodotto scalare tende a zero e questa formula si riduce a:
{\displaystyle \mathbf {B} _{\text{g}}={\frac {G}{2c^{2}}}{\frac {\mathbf {L} }{r^{3}}},}
La grandezza del momento angolare di un corpo omogeneo a forma di sfera è:
{\displaystyle L=I_{\text{sfera}}\omega ={\frac {2mr^{2}}{5}}{\frac {2\pi }{T}}}
dove:
- {\displaystyle I_{\text{sfera}}={\frac {2mr^{2}}{5}}} è il momento di inerzia del corpo a forma sferica (vedi: lista dei momenti di inerzia);
- {\displaystyle \omega \ } è la velocità angolare;
- m è la massa;
- r è il raggio;
- T è il periodo rotazionale.

Dunque, la grandezza del campo gravitomagnetico della Terra al suo equatore è:
{\displaystyle B_{\text{g, Terra}}={\frac {G}{5c^{2}}}{\frac {m}{r}}{\frac {2\pi }{T}}={\frac {2\pi rg}{5c^{2}T}},}
dove {\displaystyle g=G{\frac {m}{r^{2}}}} è la gravità terrestre. La direzione della forza coincide con la direzione del momento angolare, vale a dire il nord.
Da questo calcolo risulta che il campo gravitomagnetico equatoriale terrestre è di circa Bg, Terra = 1,012×10−14 Hz, o 3,1×10−7 in unità di gravità standard (9,81  m/s2) divise per la velocità della luce. Tale campo è estremamente debole e richiede misurazioni estremamente sensibili per essere rilevato. Un esperimento per misurare tale campo venne realizzato con la missione del Gravity Probe B.

## Campo gravitomagnetico di una pulsar
Se applichiamo la formula precedente alla pulsar PSR J1748-2446ad, la seconda in classifica a ruotare più velocemente, (716 volte al secondo), assumendo un raggio di 16 km, e massa pari a due masse solari, allora abbiamo
{\displaystyle B_{\text{g}}={\frac {2\pi Gm}{5rc^{2}T}}}
pari a circa 166 Hz, il che dovrebbe essere rilevabile con facilità.

Tuttavia, la pulsar ruota a un quarto della velocità della luce all'equatore, e il suo raggio è solo tre volte maggiore del raggio di Schwarzschild. Quando tale movimento veloce e tali forti campi gravitazionali coesistono in un sistema, l'approccio semplificato di separare le forze gravitomagnetiche e gravitoelettriche può essere applicato solo come un'approssimazione molto grossolana.

## Scienza di confine
La comprensione incompleta del significato della somiglianza tra le formule gravitomagnetiche e le equazioni di Maxwell per l'elettromagnetismo (reale) ha dato adito alla cosiddetta scienza di confine.

L'uso dell'analogia gravitomagnetica per una forma semplificata delle equazioni di campo di Einstein, d'altra parte, è fermamente parte della relatività generale. È un'approssimazione per l'attuale teoria gravitazionale standard ed ha previsioni verificabili, ormai sul punto di essere direttamente testate dall'esperimento del Gravity Probe B. Nonostante l'uso della parola magnetismo nel gravitomagnetismo, e nonostante la similarità delle leggi di forza GEM con la legge della forza elettromagnetica (reale), il gravitomagnetismo non va assolutamente confuso con:
- Qualsiasi progetto per produrre la gravitazione usando circuiti elettrici.